# Bangou, Mauretanien
Bangou är en kommun i departementet Néma i regionen Hodh Ech Chargui i Mauretanien. Kommunen hade 10 157 invånare år 2013.